# Weiß-Tanne
Die Weiß-Tanne (Abies alba), standardsprachlich Weißtanne, ist eine europäische Nadelbaumart aus der Gattung Tannen (Abies) in der Familie der Kieferngewächse (Pinaceae). Der Name Weiß-Tanne leitet sich von der im Vergleich zur Gemeinen Fichte (Picea abies) auffallend hellgrauen Borke ab. Weitere deutsche Trivialnamen wie Edeltanne und Silbertanne sind irreführend, da auch die in Nordamerika heimische Edel-Tanne (Abies procera) so bezeichnet wird.
Wegen verschiedener ökologischer und ökonomischer Einflüsse hat der Bestand an Weiß-Tannen in Deutschland und anderer Länder in Mitteleuropa in den letzten 200 Jahren stark abgenommen. Zu den ökologischen Einflüssen gehörten der Befall durch eingeschleppte Schädlinge wie der Weißtannentrieblaus (Dreyfusia nordmannianae) sowie Schälschäden durch Rotwild und Verbissschäden durch Rot- und Rehwild. Zu den ökonomischen Einflüssen zählten die Kahlschlagwirtschaft, die Übernutzung sowie die Bevorzugung der Fichte im Waldbau. Ein wesentlicher Faktor für die höhere Empfindlichkeit mitteleuropäischer Weiß-Tannen ist jedoch die genetische Vielfalt der Populationen, die durch die nacheiszeitliche Wanderungsgeschichte im Norden geringer als im Süden des Verbreitungsgebiets ist. Aufgrund der aktuellen Entwicklungen im Klimawandel wird die Weiß-Tanne in der Forstwirtschaft immer wichtiger, da sie vergleichsweise gut Trockenheit übersteht und auch bei höheren Temperaturen nicht ausfällt.
Die Weißtanne ist extrem schattentolerant, wächst rasch und vor allem bis ins hohe Alter und kann über 500 Jahre alt werden. Sie hat alle Eigenschaften einer Klimaxbaumart, sie ist jedoch an extrem trockenen Standorten, sowie in kontinentalen Lagen mit sehr kalten Wintern und starken Spätfrösten in ihrer Konkurrenzfähigkeit limitiert. An optimalen Standorten mit frischen, kühlen, mehr oder weniger basenreichen, humosen, steinigen und lehmigen Böden der humiden sommerwarmen Lagen der montanen und tieferen subalpinen Höhenstufen ist sie ein dominanter Baum. Sie gilt als die schadstoffempfindlichste einheimische Baumart und wird von einer Vielzahl von Schädlingen befallen. Sie reagiert vor allem empfindlich auf eine Belastung mit Schwefeldioxid, welche aber seit der in den 1980er Jahren eingeführten Rauchgasentschwefelung für Großfeueranlagen nur noch in geringer Luftkonzentration vorkommt. Gegenüber dem Standort ist sie relativ anspruchslos und verträgt in der Jugend auch länger andauernde Unterdrückung ohne Wachstumseinbußen.
Das Holz der Weißtanne ähnelt dem der Gemeinen Fichte, ist aber resistenter gegenüber Feuchtigkeit und wird deshalb häufig im Erd- und Wasserbau genutzt. Außerdem fand die Art Verwendung in der Volksmedizin. Die Weißtanne war im Jahr 2004 Baum des Jahres in Deutschland sowie 2015 in Österreich.

## Beschreibung

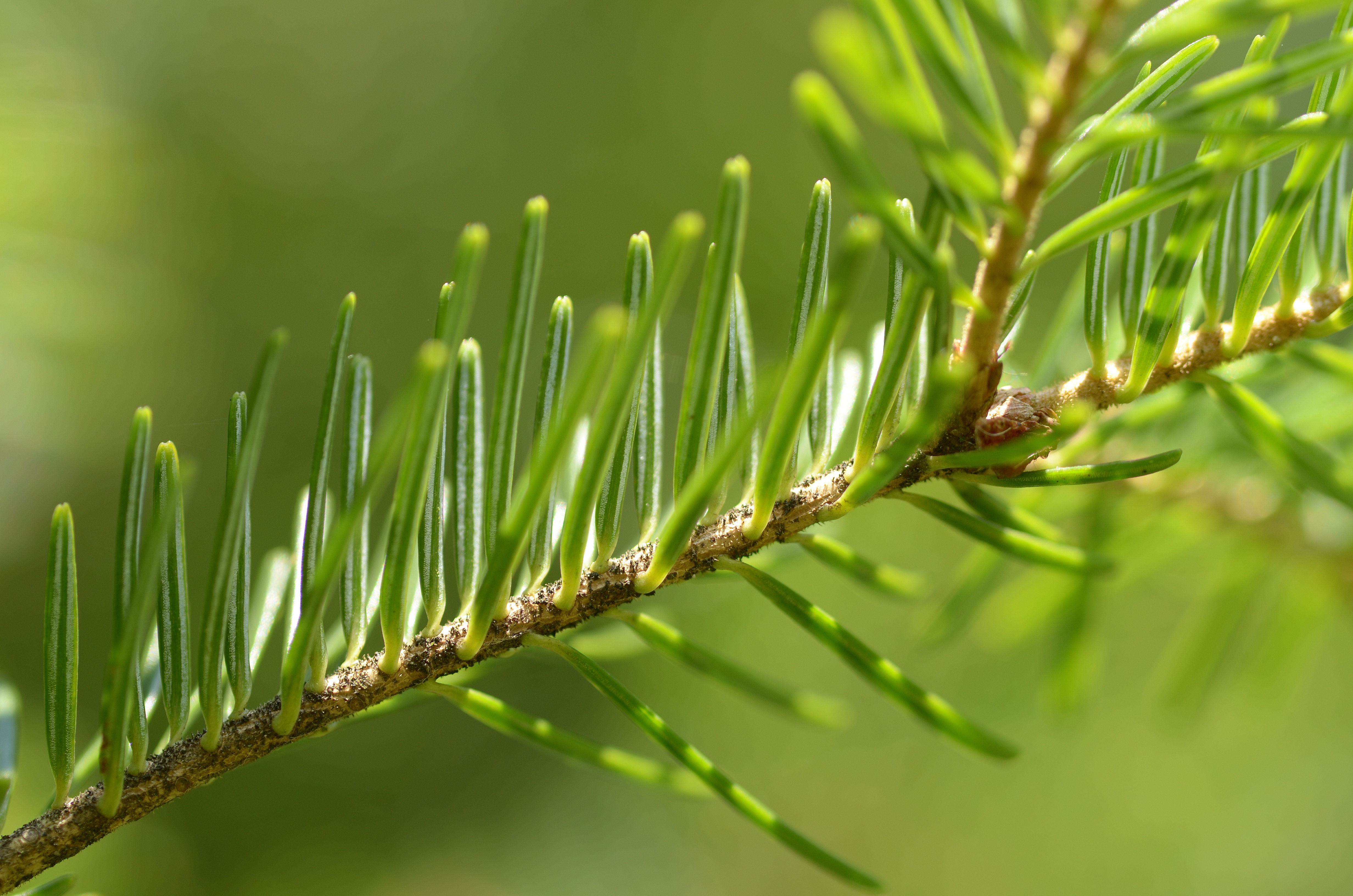
Junge Zweige von Abies alba sind behaart. Die Nadeln weisen auf der Unterseite zwei gut sichtbare weiße Streifen auf und sind scheinbar mit „Saugnäpfen“ am Zweig befestigt.

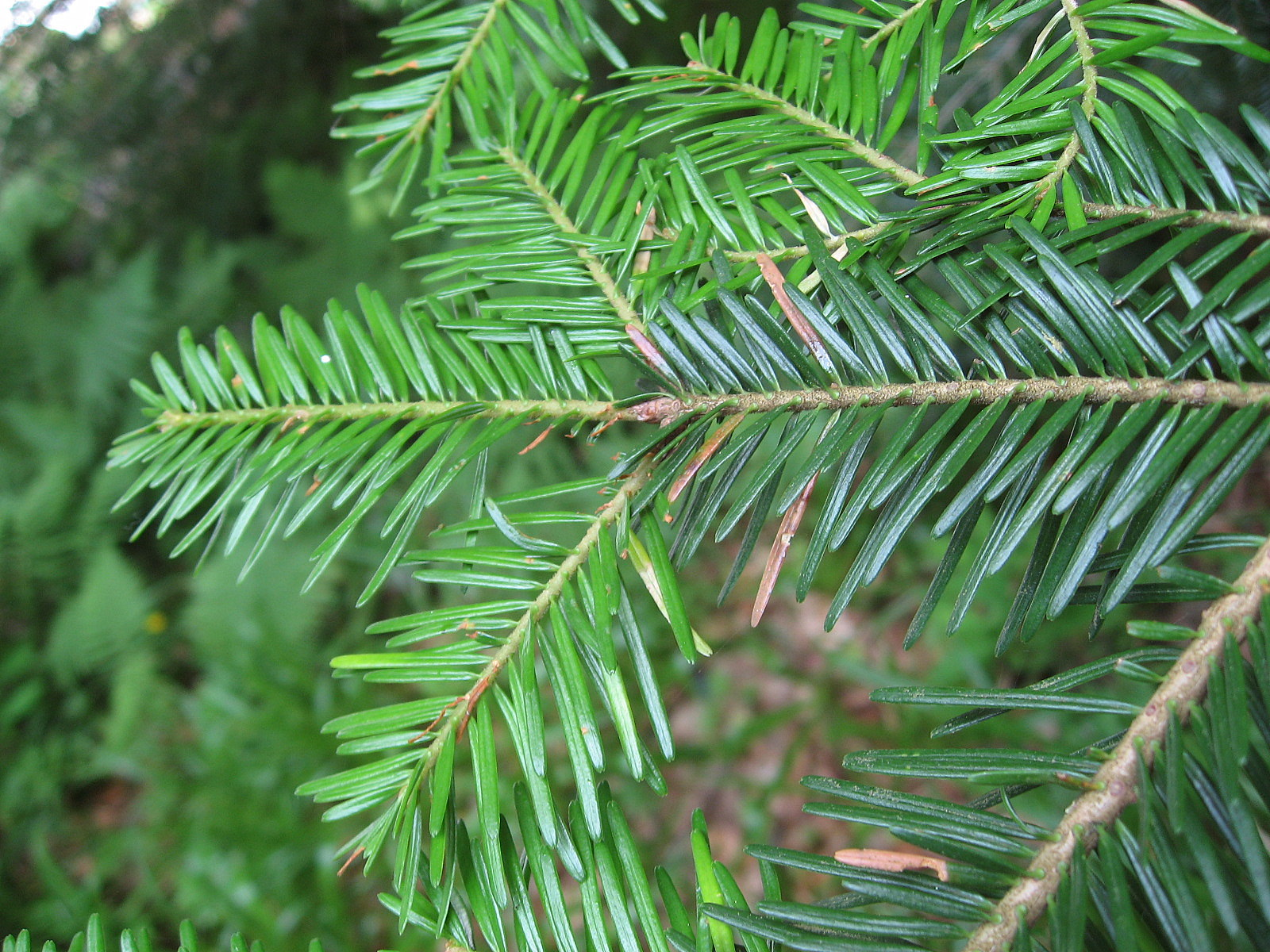
Zweig mit Nadeln

### Habitus
Die Weiß-Tanne erreicht eine Wuchshöhe von 30 bis 50 Metern, im Einzelfall sogar bis 65 Meter bei einem Brusthöhendurchmesser von bis zu 2, in seltenen Fällen bis zu 3,8 Metern. Das entspricht einem Stammesumfang von 6 bis 12 Metern. Während die Hauptäste in Scheinquirlen abgehen, sind die kleineren Äste spiralig angeordnet. Es werden keine Kurztriebe gebildet. Die Kronenform kann stark variieren und hängt vor allem vom geografischen Standort und den Lichtverhältnissen ab. Junge Bäume, die unter optimalen Lichtverhältnissen wachsen, bilden eine spitze Krone aus. Überwachsene Jungbäume sind flachkronig, entwickeln aber nach einer Freistellung schnell eine lange, spitze bis spitzkegelförmige Krone. Bei Altbäumen reduziert sich das Höhenwachstum der Gipfeltriebe, die obersten Seitentriebe wachsen jedoch noch in die Länge. Durch das anhaltende Längenwachstum der Seitentriebe bildet sich eine so genannte „Storchennestkrone“ aus, welche auch bei durch Stress vorzeitig gealterten Jungbäumen auftreten kann. Der Stamm ist gerade und weist eine zylindrische Form auf. Die Äste gehen horizontal ab. Schlafende Triebe können entlang des Stammes Klebäste bilden.

### Chromosomenzahl
Die Chromosomenzahl beträgt 2n = 24.

### Knospen und Nadeln
Die stumpf eiförmigen Knospen sind hellbraun und harzfrei. Nach dem Austrieb verbleiben die wenigen Knospenschuppen an den Zweigen. Jeder Trieb weist an der Spitze eine Terminal- sowie direkt darunter zwei bis fünf quirlförmig angeordnete Lateralknospen auf. Triebe 1. Ordnung bilden bei Jungbäumen bis zu 10 und bei Altbäumen 2 bis 3 Lateralknospen aus. Weibliche Blütenknospen werden anstatt von vegetativen Knospen an der Trieboberseite gebildet. Männliche Blütenknospen findet man auf der Triebunterseite in den Nadelachsen.
Die kurz gestielten und ledrigen Nadeln werden bis zu 3 Zentimeter lang und 3 Millimeter breit. Die Größe und Form variieren je nach Baumalter und der Stellung der Nadeln in der Krone. Lichtnadeln sind kürzer, steifer und schmaler als Schattennadeln. Die Nadeloberseite ist dunkelgrün und die Nadelunterseite blassgrün gefärbt. Lichtnadeln weisen einen rhombischen Querschnitt auf, während Schattennadeln im Querschnitt flügelförmig sind. An den Zweigen sind sie spiralig angeordnet und stehen an den Gipfeltrieben und an lichtexponierten Seitentrieben radial ab. An schattigen Kronenteilen stehen sie horizontal gescheitelt und es tritt meistens eine Anisophyllie auf, das heißt, dass sich die benachbarten Nadeln in der Form und Größe kaum unterscheiden. Spaltöffnungen findet man bei Schattennadeln in zwei weißen Streifen an der Nadelunterseite. Lichtnadeln weisen auf allen Nadelseiten Spaltöffnungen auf. Die Nadeln fallen nach 8 bis 12 Jahren ab.

### Blüten, Zapfen und Samen

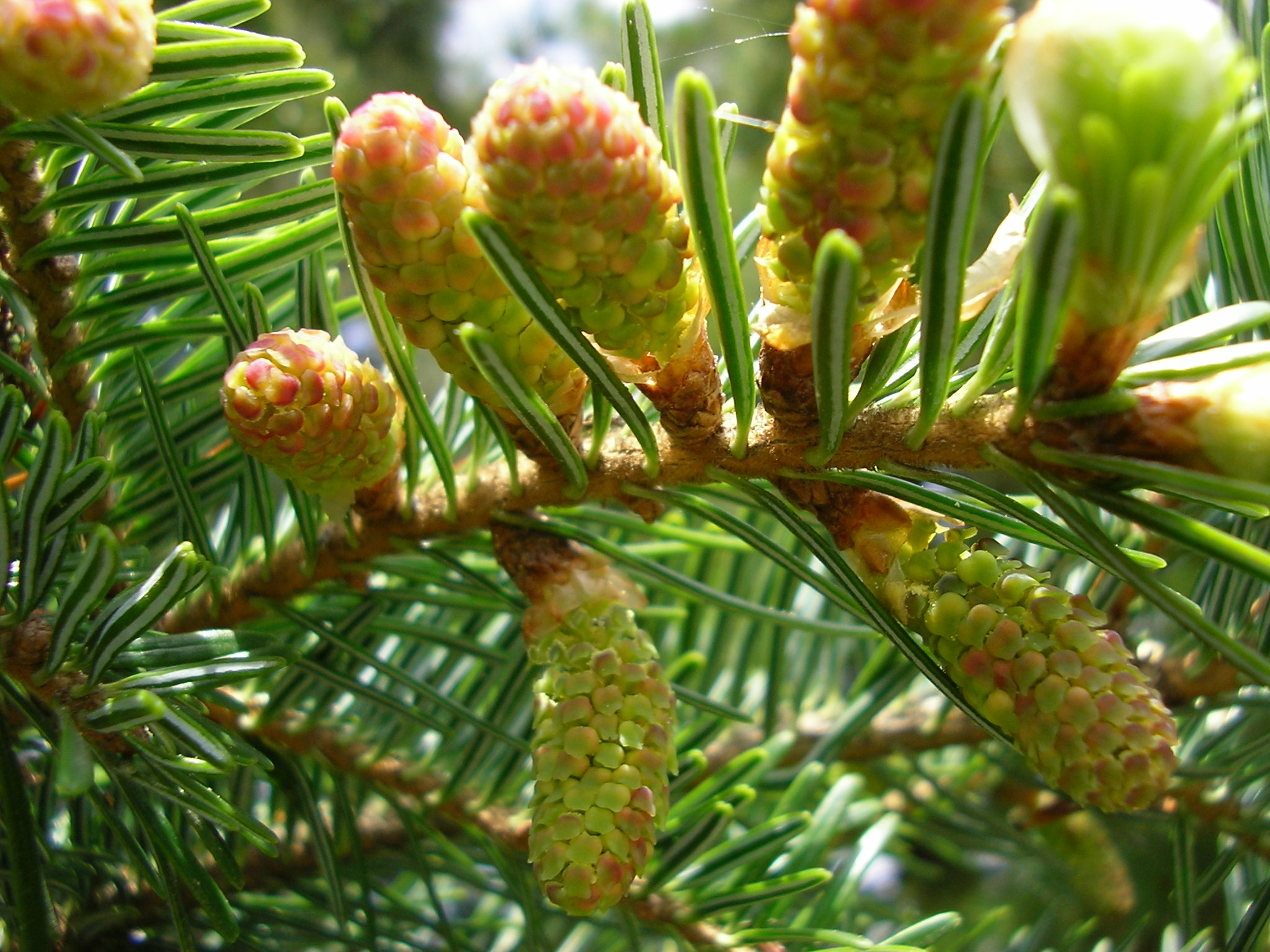
Männliche Blütenstände

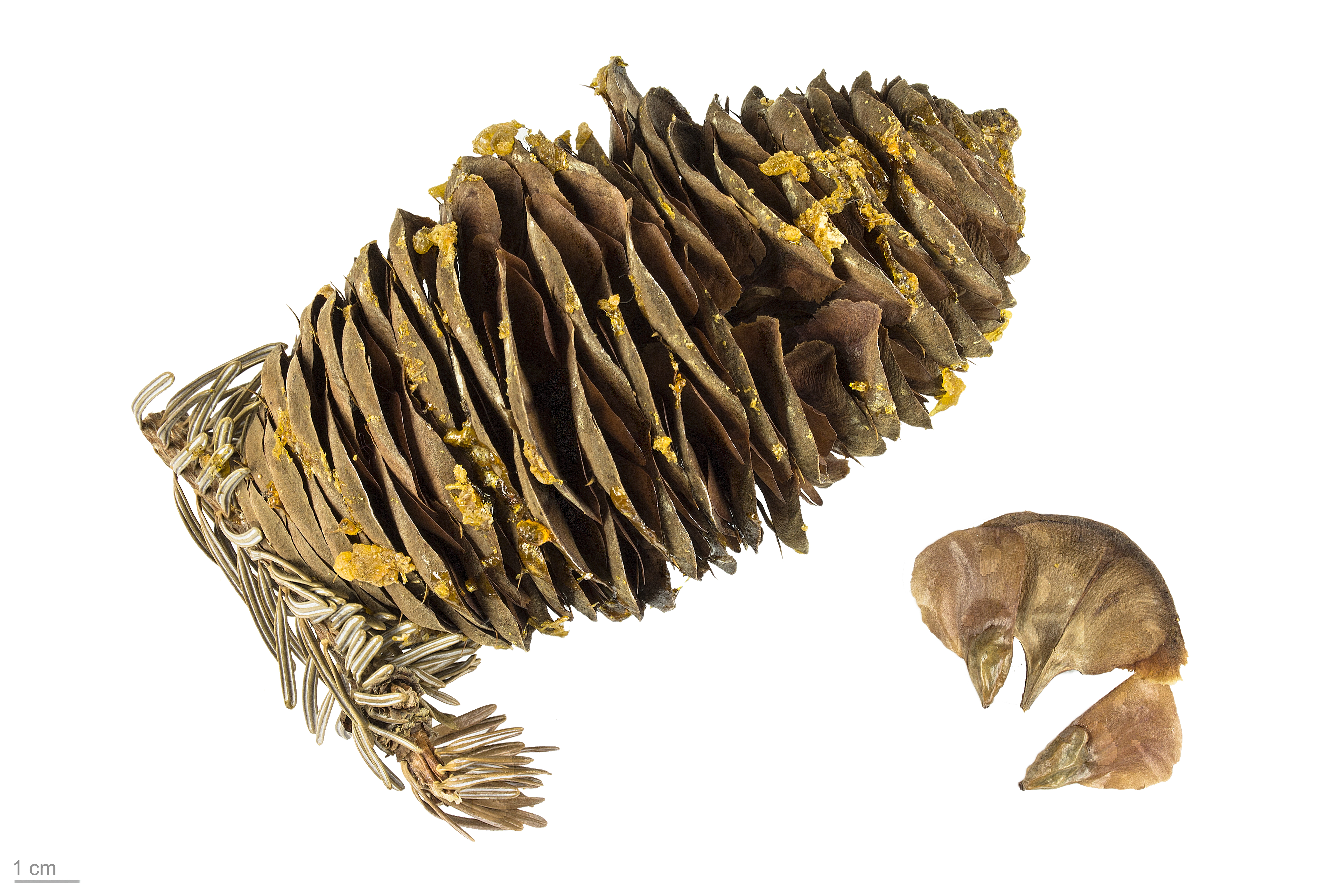
Ein reifer Zapfen und die mit den Flügeln verwachsenen Samen

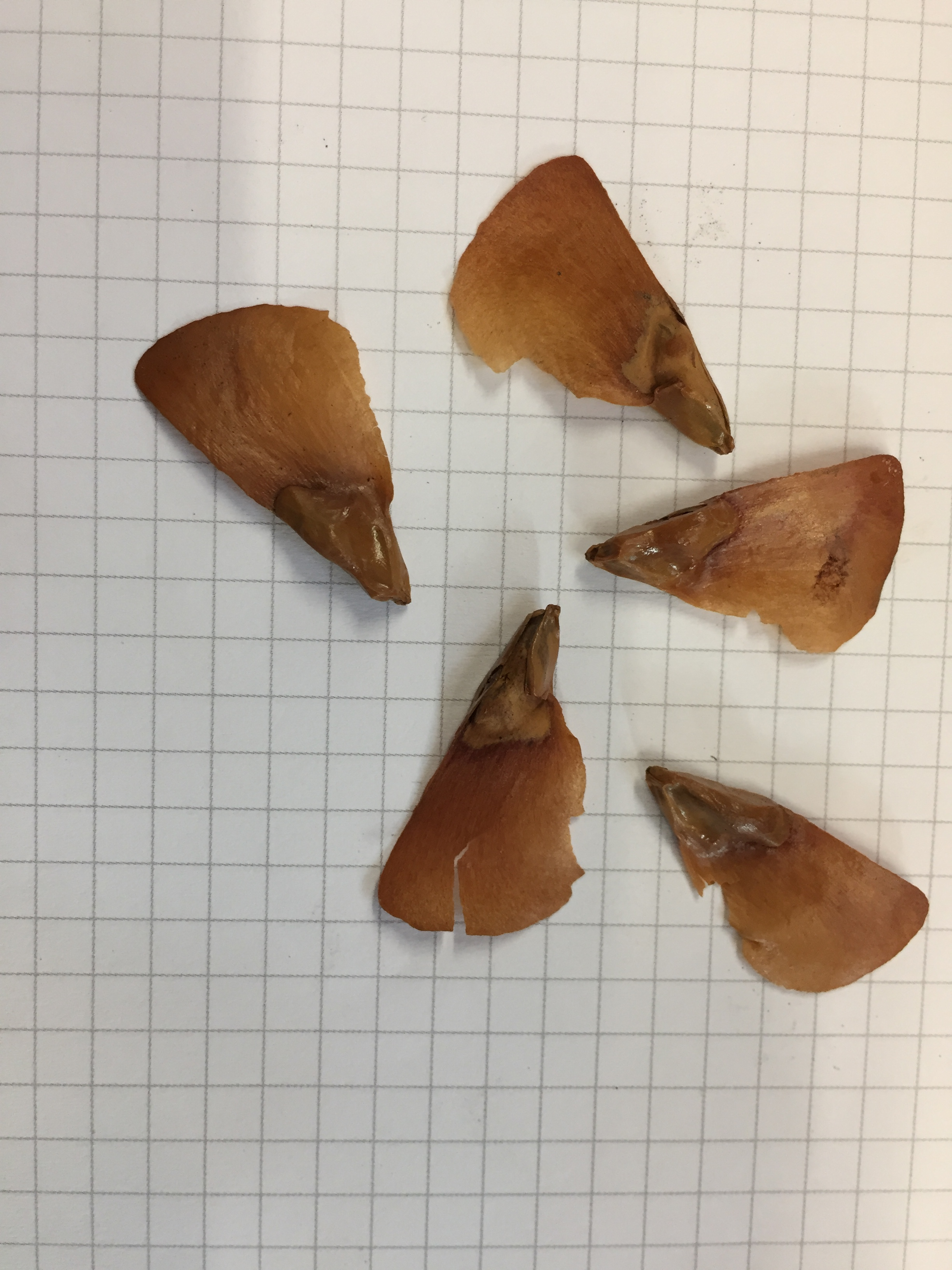
Samen von Abies Alba

Die Weiß-Tanne ist einhäusig-getrenntgeschlechtig (monözisch) und wird im Freistand mit 25 bis 35 und im Bestand mit 60 bis 70 Jahren mannbar. Je nach Standort blüht die Art von April bis Juni, kurz vor dem Erscheinen der neuen Triebe. Die 2 bis 3 Zentimeter langen männlichen Blütenzapfen sind gelb gefärbt. Man findet sie vor allem im mittleren und unteren Teil der Krone an den Unterseiten von vorjährigen Trieben. Die 3 bis 5 Zentimeter langen weiblichen Blütenzapfen sind blassgrün gefärbt und kommen etwas seltener vor als die männlichen Blütenzapfen. Man findet sie an den Oberseiten von kräftigen vorjährigen Trieben, vor allem im oberen Kronenbereich. Sie bestehen aus horizontal abstehenden, spitz zulaufenden Deckschuppen. Männliche und weibliche Blütenzapfen sind nur selten auf demselben Zweig zu finden. Der 106,9 bis 139,3 µm große Pollen ist hantelförmig und hat zwei seitliche, mehr als halbkugelige Luftsäcke. Die Bestäubung erfolgt über den Wind (Anemophilie). Vier bis fünf Wochen nach der Bestäubung erfolgt die Befruchtung.
Die walzenförmigen Zapfen stehen aufrecht an den Ästen und werden bis zu 16 Zentimeter lang und 3 bis 5 Zentimeter dick. Sie reifen im September oder Oktober des Blütejahres und sind dann von grünbrauner Farbe. Der obere, zurückgebogene Teil der zungenförmigen Deckschuppen ragt zwischen den Samenschuppen hervor. Jede der Zapfenschuppen trägt zwei Samen. Nachdem die Samen im September bis Oktober des Blütejahres reifen, fallen die Samenschuppen ab. Die Zapfenspindel kann noch mehrere Jahre am Baum verbleiben, ehe sie abfällt.
Die braunen Samen sind unregelmäßig dreikantig geformt und werden 7 bis 13 Millimeter lang. Die Samenunterseite ist glänzend. Die Samenschale ist harzreich und fest mit einem Flügel verwachsen. Dieser Flügel ist relativ breit, dreieckig geformt und sehr brüchig. Das Tausendkorngewicht liegt zwischen 50 und 55 Gramm. Die Ausbreitung der Samen erfolgt über den Wind (Anemochorie). Nur 30 bis 60 % der Samen sind keimfähig. Die Keimlinge bilden vier bis acht 20 bis 30 Millimeter lange Keimblätter (Kotyledonen) aus. Auf der Oberseite der Keimblätter befinden sich zwei Wachsstreifen.

### Wurzelsystem
Ein wesentliches Merkmal der Wurzelform der Weiß-Tanne ist die Beständigkeit, auch bei unterschiedlichen Standorten. Die Pfahlwurzel ist deutlich vorwüchsig. Die Tanne zählt daher zu den am tiefsten wurzelnden Nadelbäumen, anders als die Gemeine Fichte (Picea abies). Je nach der Beschaffenheit des Standortes erreicht sie in Deutschland Wurzeltiefen von gut 1,50 m, in den wärmeren Teilen Österreichs sogar knapp 3 m. Untersuchungen haben ergeben, dass die Wurzeln der Tanne weit über ihren Kronenbereich hinauswachsen und horizontale Längen von teilweise 10 m erreichen. Ältere Bäume bilden gewöhnlich kräftige, starkverzweigte Senkwurzeln an den Seitentrieben aus, die fast so tief wie die Polwurzel gründen. Dadurch ist sie sehr sturmsicher und besiedelt auch feuchtere Böden. In Untersuchungen wurde gezeigt, dass die Weiß-Tanne unter den Nadelbäumen am häufigsten Wurzelverwachsungen aufweist. So wurden in einem geplenterten Tannenwald in Kroatien bei 30 bis 60 Prozent der Bäume Wurzelverwachsungen nachgewiesen. In den Plenterwäldern des schweizerischen Emmentals sollen etwa ein Drittel der Tannenbaumstümpfe zwischen 10 und 20 Zentimeter miteinander verwachsen sein.

### Borke

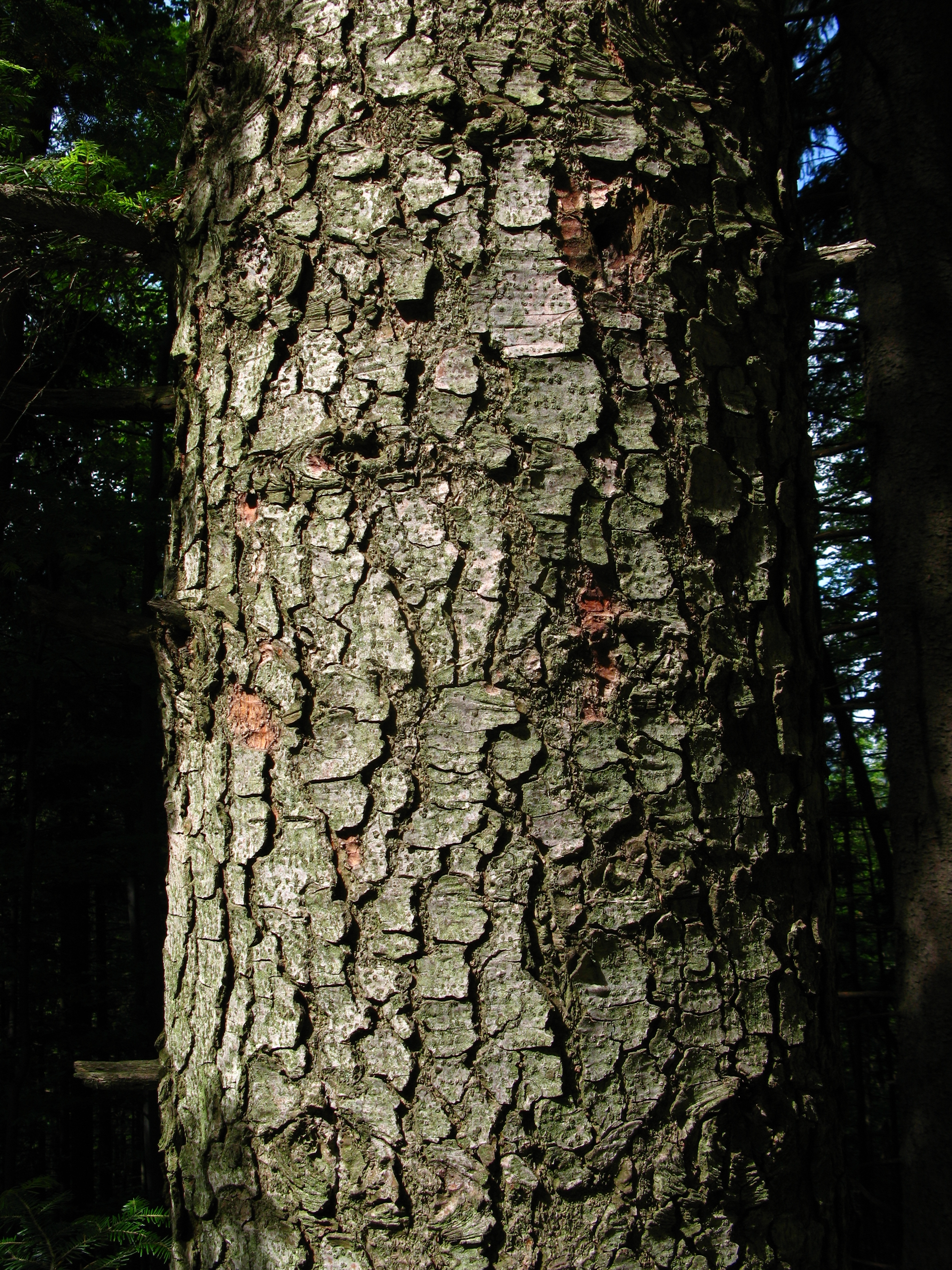
Borke

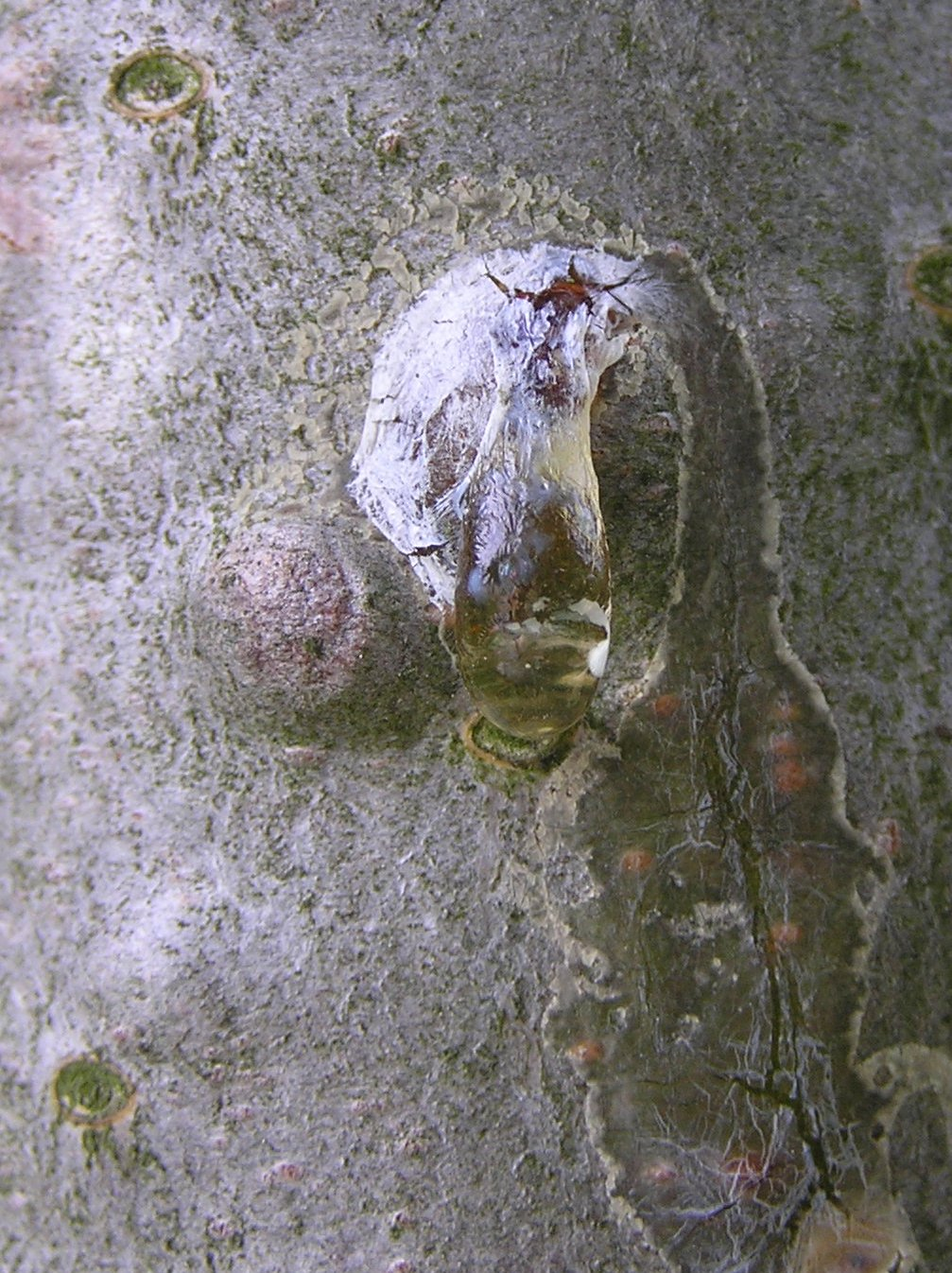
Harzbeulen der Weiß-Tanne

Junge Bäume besitzen eine glatte, hellgraue Rinde mit meist kleinen Harzblasen, woraus früher das Beulharz (von mittelhochdeutsch biulharz, vor allem in Bezug auf das Harz aus „Beulen“ unter der Tannenrinde der Weiß-Tanne) oder Tannenblatterpech (Terpentin aus den blasenartigen Hohlräumen) gewonnen und im Mittelalter als tanblâterbëch bei Entzündungen medizinisch und volksmedizinisch eingesetzt wurde. Ab einem Alter von 40 bis 60 Jahren bildet sich eine weiß- bis dunkelgraue Schuppenborke aus. Diese Schuppenborke ist grobrissig und hat deutliche Querrisse. Die einzelnen Schuppen sind 3 bis 8 Millimeter stark. Die innere Rinde ist rötlich-braun. Junge Triebe sind dicht braun-behaart.

### Holz
Sowohl das Kern- als auch das Splintholz der Weiß-Tanne sind hell und lassen sich farblich nicht voneinander unterscheiden. Die Jahresringe sind aufgrund des fast weißen Frühholzes und des dunkelroten Spätholzes gut erkennbar. Der Spätholzanteil ist meist sehr hoch und die Spätholzzonen können scharf umrissene, zungenförmige Fladern bilden. Es treten keine primären Harzkanäle auf, es können aber gelegentlich traumatische Harzkanäle gebildet werden.
Das Holz ist wenig dauerhaft und gegenüber Insekten- und Pilzbefall kaum widerstandsfähig. Es ist witterungsbeständiger und spröder als das der Gemeinen Fichte (Picea abies). Unbehandelt nimmt es an der Luft eine graue Färbung an. Es lässt sich gut bearbeiten, imprägnieren, spalten und verleimen.
| Kenngröße                | Wert | Einheit |
| ------------------------ | ---- | ------- |
| mittlere Darrdichte (r0) | 0,41 | g/cm³   |
| Schwindung (Volumen)     | 11,5 | %       |
| Druckfestigkeit          | 46   | N/mm²   |
| Zugfestigkeit            | 82   | N/mm²   |
| Biegefestigkeit          | 73   | N/mm²   |

## Große Einzelexemplare
Tannen sind die größten und vorratsreichsten Bäume Europas. Einzelbäume werden bei Brusthöhendurchmessern von über 2 m auch 60 m hoch. Die aktuell größte Weißtanne Europas steht in Montenegro im Urwald im Nationalpark Biogradska Gora.
- Doria GTF – Biogradska gora, Montenegro. Der Baum wurde 2018 entdeckt. Er hat einen Brusthöhendurchmesser von 2,3 m und ist knapp 60 m hoch. Das Holzvolumen des Baumes beträgt 75-80 m³. Der Baum ist damit der achtzehntgrößte bekannte Nadelbaum weltweit.[21][22]

Weitere bemerkenswerte Weißtannen sind:
- Höhe 56,1 m, BHD 129,5 cm, Dobroč National Nature Reservat, Slowakei.
- Höhe 53,3 m, BHD 219 cm, Volumen 50 m³ (2013), „Große Tanne beim Waldhaus“, Deutschland.
- Höhe 68 m, BHD 380 cm, Volumen 140 m³, Schwarzwald (historisch).
- Höhe 50 m, BHD 207 cm, Volumen 65,3 m³. Prinz Joseph Weiß-Tanne im Bayerischen Wald bei „Vyšší Brod.“ Um 1839 eingegangen.

## Verbreitung und Standort

Verbreitungsgebiet der Weiß-Tanne. Grün zeigt das natürliche Verbreitungsgebiet, hellbraun zeigt die Gebiete, in denen die Art angebaut wird oder verwildert ist.

Von allen europäischen Waldbaumarten deckt sich die Verbreitung der Weiß-Tanne am deutlichsten mit dem Alpinen System (“European Mountain System” oder “European Alpine System”), womit ihre Verbreitungsgrenzen zu einem florenhistorisch zusammenhängenden subozeanischen Gebirgsraum Europas deckungsgleich sind. Sie ist innerhalb dieses europäischen temperaten Gebirgsgürtels von den Pyrenäen bis zur Balkanhalbinsel nördlich der sogenannten „Adamović-Linie“ verbreitet. Sie fehlt damit sowohl in kollinen Stufen Nordmitteleuropas, in subkontinentalen Flachländern Osteuropas als auch in typisch mediterranen Gebirgen Südeuropas, wo sie von nah verwandten vikariierenden und ausgesprochen reliktischen „Trocken-Tannen“ der subtropischen Mediterraneis abgelöst wird. Darüber hinaus bilden auch die Tannen der subozeanischen Klimate im Kaukasus sowie im nördlichen Kleinasien eigene Sippen.
Die Westgrenze des Hauptverbreitungsgebietes verläuft entlang des Schweizer Juras über den westlichen Teil des Schwarzwaldes und Thüringen bis zur Niederlausitz. Weiter westlich findet man noch Teilvorkommen im französischen Zentralmassiv und in den Pyrenäen. Die Nordgrenze verläuft etwas südlich von Warschau sowie durch das Grenzgebiet von Galizien und Wolhynien. Nach Süden kommt die Art bis in die Gebirge der Balkanhalbinsel sowie der südlichen Ausläufer des Apennin und auf Korsika vor. Im Osten umfasst das Verbreitungsgebiet den gesamten Karpatenbogen. Innerhalb des Verbreitungsgebietes fehlt die Art nur in Trockengebieten und Tieflagen wie im Prager Becken, Südmähren, der ungarischen Tiefebene und den Gebieten westlich von Wien. Im gesamten Verbreitungsgebiet ist der Weiß-Tannen-Anteil an der Waldfläche in den letzten 200 Jahren durch verschiedene natürliche Einflüsse, wie zum Beispiel den Befall durch neue Schädlinge, und falsche waldbauliche Behandlung wie die Kahlschlagwirtschaft, Übernutzung sowie die Bevorzugung der Fichte im Waldbau stark zurückgegangen. Anpflanzungen erfolgten vor allem entlang der Nordwestküste Europas.
Die Weiß-Tanne ist eine Baumart des ozeanischen und des gemäßigten kontinentalen Klimas. In Mittel- und Südeuropa kommt sie vor allem im Gebirge vor. Im Nordosten des Verbreitungsgebietes findet man sie aber auch im Flach- und Hügelland. So findet man die Art in Minsk ab einer Höhe von rund 130 Metern. Die Obergrenze ihrer vertikalen Verbreitung steigt von Norden nach Süden an und liegt im Thüringer Wald, im Frankenwald und im Fichtelgebirge bei rund 800 Metern, während sie in den Seealpen bei 2100 Metern liegt. Im Pirin-Gebirge findet man die Art noch in 2900 Metern Höhe. In den Allgäuer Alpen steigt sie am Daumen in strauchartiger Form bis zu einer Höhenlage von 1900 Metern auf.
Im Zentrum und im Norden des Verbreitungsgebietes wird die Weiß-Tanne als Schattenbaumart, im Süden jedoch als Halbschattenbaumart angesehen. Die Art benötigt eine rund dreimonatige frostfreie Vegetationszeit und eine mindestens dreimonatige Winterruhe. Sie benötigt eine Jahresmitteltemperatur von rund 5 °C. Die Weiß-Tanne ist bis rund −28 °C frosthart. Auf Spätfröste, Frosttrocknis sowie geringe Niederschläge reagiert sie empfindlich. Die Jahresniederschläge liegen – je nach Standort – zwischen 520 und 1.200 mm. Orte mit Jahresniederschlagsmengen von unter 800 mm werden nur besiedelt, wenn ausreichend Bodenwasser vorhanden ist. Eine gute Wasserversorgung ist für diese Art wichtiger als eine gute Nährstoffversorgung und Durchlüftung des Bodens. Die Art stellt keine hohen Anforderungen an den pH-Wert des Bodens. Man findet sie auf karbonatreichen Substraten wie Rendzinen sowie auch auf basenarmen Silikatböden und podsolisierten Böden. Sie gedeiht auch auf vergleytem Untergrund.

## Wanderungen
Während der Würm-Kaltzeit war das Vorkommen der Weiß-Tanne auf einige Refugien auf der Balkanhalbinsel, in den Pyrenäen und den Apennin beschränkt. Es werden zudem noch einige Refugien in Süd- und Mittelitalien sowie an klimatisch günstigen Standorten im südlichen Alpenvorland vermutet. Die Existenz von Refugien in den Pyrenäen wird aufgrund der Homogenität von west- und mitteleuropäischen Herkünften angezweifelt. Ein Vorkommen der Weiß-Tanne in den Pyrenäen vor der Rückwanderung aus Italien wird jedoch durch Pollenanalysen bestätigt. Pollenanalysen bestätigen, dass die Art nach der Kaltzeit auf drei Hauptwegen von Oberitalien und der Balkanhalbinsel oder den Südalpen aus nach Mitteleuropa zurückwanderte.
1. Über den „Alpen-Allgäu-Weg“ wanderte die Art um 7.500 v. Chr. von Oberitalien über die Zentralalpen in die Tallagen der Südschweiz. Über den Leventina- und den Lukmanierpass erreichte sie um 5.000 v. Chr. die Surselva und etwas später das Allgäu, das Bayerische Alpenvorland und den Bodenseeraum. Etwa zur gleichen Zeit erreichte sie über den Reschenpass das Unterengadin. Wahrscheinlich über den Simplonpass gelangte sie in den Kanton Wallis.
2. Über den „Juraweg“ wanderte die Art um 4.000 bis 3.500 v. Chr. vom Apennin durch das Rhonetal in die Berner Alpen und den Schweizer Jura. Die Auvergne, der Schwarzwald und die Vogesen wurden zwischen 3.000 und 2.500 v. Chr. erreicht.
3. Über den „Ostalpenweg“ wanderte die Art um 6.500 v. Chr. nach Niederösterreich und weiter in die oberbayrischen Mittelgebirge, die Böhmisch-Mährische Höhe, das Erzgebirge und die Sudeten. Ob diese Wanderung von der Balkanhalbinsel oder den Südalpen ausging, ist umstritten. Eine Rückwanderung aus Refugien im Balkan wird jedoch als unwahrscheinlich angesehen, da während des Boreals und des Atlantikums Buchenwälder den Weg nach Mitteleuropa versperrten. An polnischen, slowakischen und tschechischen Populationen durchgeführte Pollenanalysen bestätigen eine Rückwanderung aus den Südalpen.

## Ökologie

### Mykorrhizapartner
Die Weiß-Tanne bildet mit mehreren Pilzarten eine Ektomykorrhiza aus. Auf Humusböden wird diese vor allem vom Trompetenpfifferling (Cantharellus tubaeformis), Cenococcum geophilum, Piloderma bicolor, Poria terrestris und dem Grünling (Tricholoma flavovirens) gebildet. Auf Mineralböden dienen vor allem der Pfifferling (Cantharellus cibarius), der Schwarzpunktierte Schneckling (Hygrophorus pustulatus), der Weißblättrige Reiftäubling (Russula azurea) sowie verschiedene Arten von Milchlingen (Lactarius) als Mykorrhizapartner. Weitere häufige Mykorrhizapartner sind der Gelbe Knollenblätterpilz (Amanita citrina), der Schönfußröhrling (Boletus calopus), der Flockenstielige Hexenröhrling (Boletus erythropus), Cortinarius amigochrous, der Langstielige Schleimfuß (Cortinarius elatior), Cortinarius rhaebopus und der Dichtblättrige Schwärztäubling (Russula densifolia).

### Bedeutung als Raupenfutterpflanze
Für die Raupen des Kiefernspanners (Bupalus piniaria), des Kiefernspinners (Dendrolimus pini), der Nonne (Lymantria monacha), der Klosterfrau (Panthea coenobita) sowie die der Kieferneule (Panolis flammea) stellt die Weiß-Tanne eine wichtige Futterpflanze dar.

### Vergesellschaftung

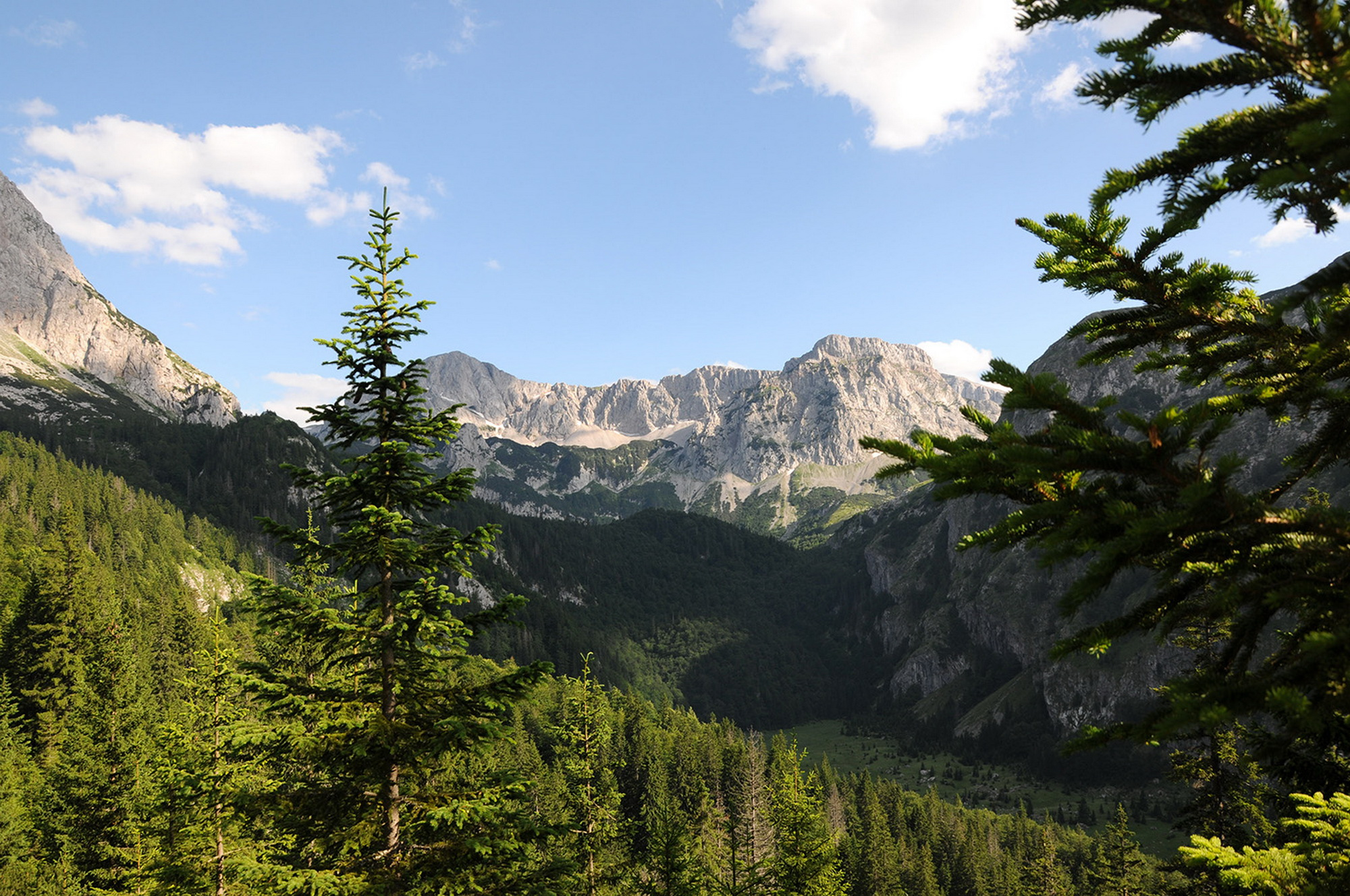
Höchste Tannendichten liegen in ozeanischen bis sub-kontinentalen Gebirgen. Im Sutjeska-Nationalpark in den ozeanischen Dinariden Bosniens dominiert diese im Urwald Peručica, der als tannenreichster Wald Europas gilt.

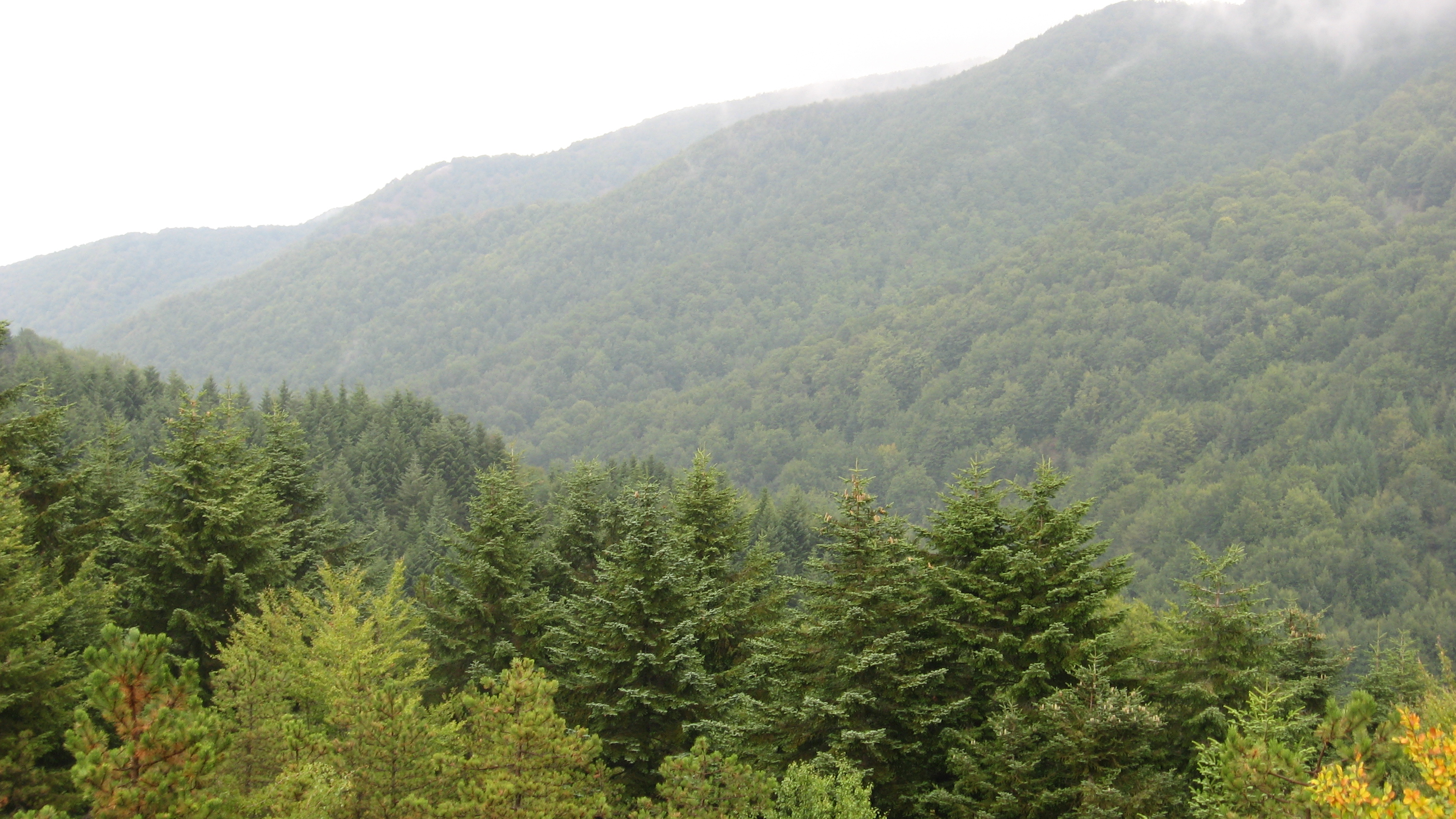
Mischwald mit Tannen

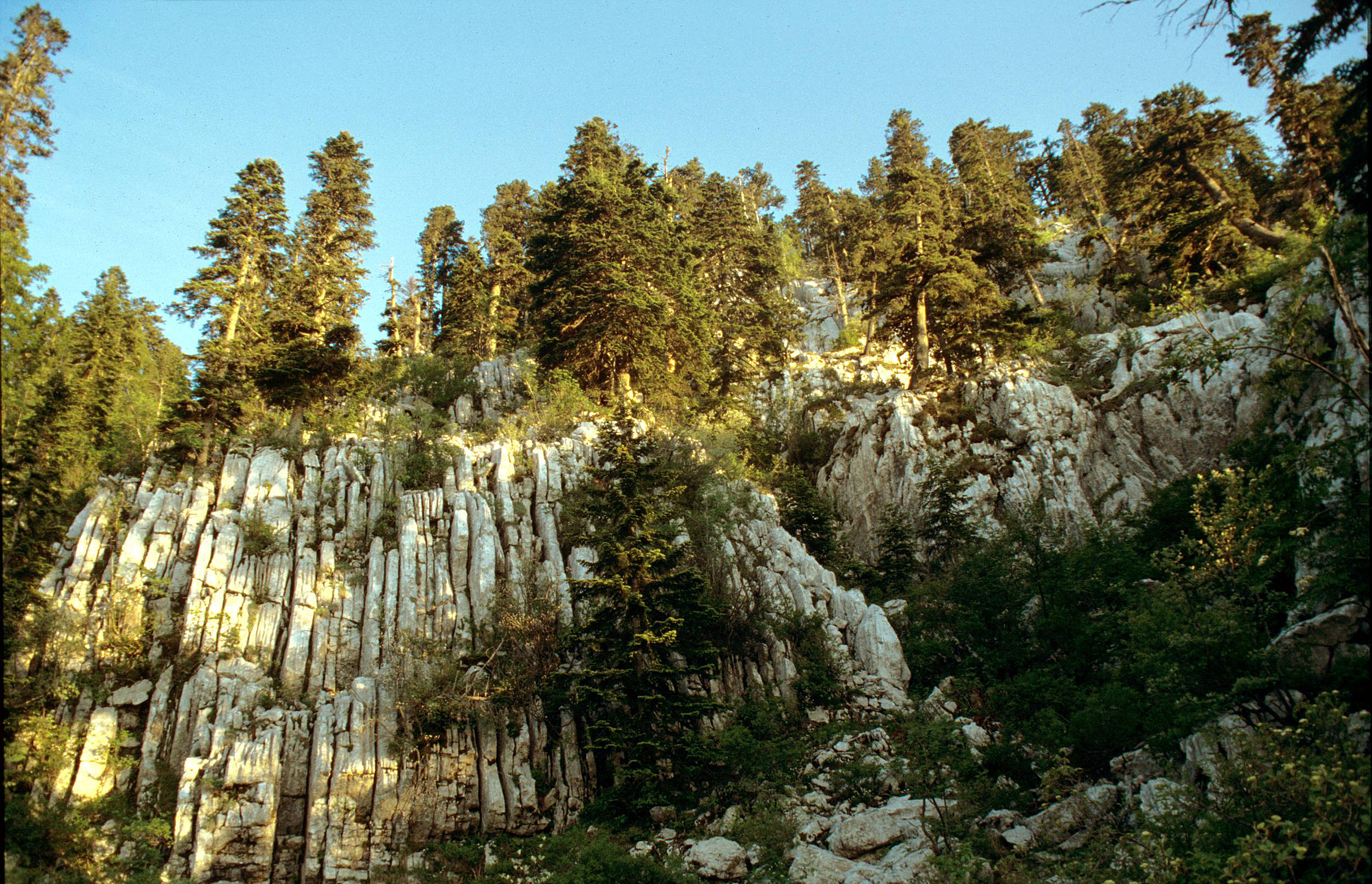
Karst-Blockhalden-Tannenwälder der Weißtanne sind Offenwälder submediterraner Karst-Gebirge Südosteuropas

Im natürlichen Verbreitungsgebiet findet man reine Tannenwälder (Abietum) nur dort, wo die Rot-Buche (Fagus sylvatica) aufgrund von extremen Umweltbedingungen nicht mehr konkurrenzfähig ist und die Gemeine Fichte (Picea abies) bereits in der Ansamungsphase ausfällt. Bei den reinen Tannenwäldern werden drei ökologisch differierende Gruppen unterschieden:
- Reinbestände des kontinental getönten Klimas von der Ebene bis zur montanen Höhenstufe, die auf mehr oder weniger basenreichen Böden vorkommen. Hier fehlt die Rot-Buche aufgrund der klimatischen Bedingungen.
- Reinbestände der montanen bis subalpinen Höhenstufe mit hohen Niederschlägen, die auf tonreichen und eher kalkarmen Böden vorkommen.
- Reinbestände der submontanen bis montanen Höhenstufe, die auf staunassen und oft sauren Böden vorkommen.

Im ozeanischen Klimabereich des Alpenraumes findet man natürlich vorkommende Tannen-Buchenwälder (Abieti-Fagetum). Sie besiedeln luftfeuchte Lagen und benötigen hohe Niederschlagsmengen. Auf Kalk, Dolomit und tonarmen Moränen dominieren eher Laubbäume, während auf Silikatgestein, Flysch, tonreichem Schiefer und verdichteten, skelettarmen Moränen eher die Weiß-Tanne dominiert. Ab der oberen montanen bis zur subalpinen Höhenstufe nimmt der Rotbuchenanteil der Wälder immer mehr ab und der Fichtenanteil zu. In diesen Höhenlagen dominieren die Fichten-Tannenwälder (Abieti-Piceetum), die in mehrere Untergesellschaften unterteilt werden. In den Fichten-Tannenwäldern kommen neben der Weiß-Tanne und der Gemeinen Fichte auch der Berg-Ahorn (Acer pseudoplatanus), die Europäische Lärche (Larix decidua) und die Berg-Kiefer (Pinus mugo) vor. Diese Gesellschaft besiedelt luftfeuchte Standorte mit frischen und tiefgründigen Lehm- oder Tonböden.
In der submediterranen, subtropischen Zone des Dinarischen Gebirges kann die Weiß-Tanne flächig in Karst-Blockhalden-Tannenwäldern in einer speziellen wärme- und lichtliebenden Gesellschaft als monodominanter Waldpionierbaum auf massiven Karbonatgesteinen auftreten. Standorte sind in der oromediterranen Stufe stark verkarstete Gebirge, die in den Nordwestdinariden von der Gesellschaft des Calamagrostio-Abietetum Horvat als fichtenreiche-, in den Südostdinariden im Rhamno-Abietetum Fukarek als baumhaselreiche Variante auftreten. Auf solchen Standorten fällt Buche zumeist aus und zahlreiche wärmeliebende Strauch- und Gebüschformationen treten charakteristisch auf. Mit diesem Tannen-Waldtyp findet die Überleitung zu den wärmeliebenden nemoralen mediterranen Tannenwäldern statt, die dann von vikariierenden, mit der Weißtanne verwandten Arten aufgebaut werden.

## Nutzung

### Holz

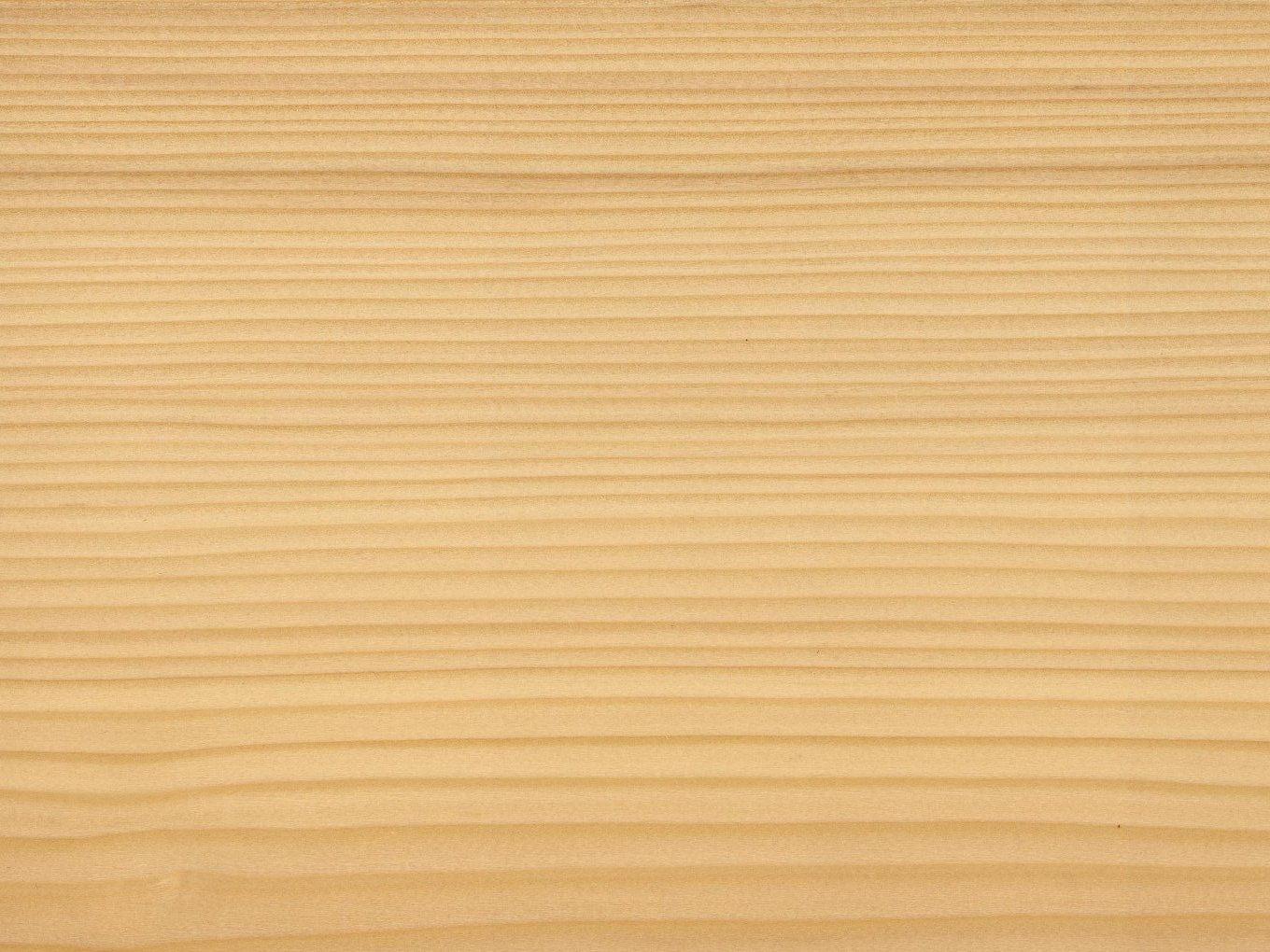
Holz der Weiß-Tanne

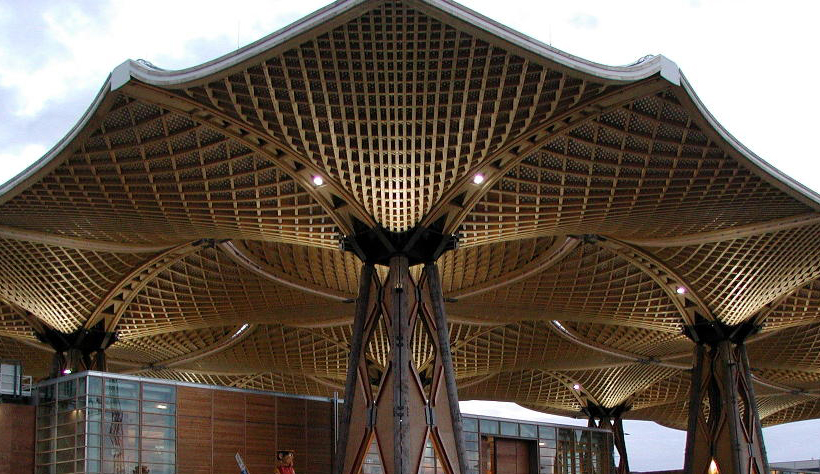
Baumstämme von Weiß-Tannen aus Gersbach (Schopfheim) stützen das größte freitragende Holzdach der Welt (Fläche: 16.000 m² ≈ 2 Fußballfelder) auf der Expo 2000

Das Holz der Weiß-Tanne wird vor allem zur Herstellung von Faserplatten, Furnieren, Kisten, Masten, Möbeln, Paletten, Sperrholz und Spanplatten sowie als Rohstoff für die Zellstoff- und Papierindustrie verwendet. Es ist ein gefragtes Holz für die Fertigung von Fenstern, Fußböden, Türen und Vertäfelungen.
Da es selbst bei ständiger oder wechselnder Feuchtigkeit wenig schwindet und quillt, ist es für den Erd- und Wasserbau besser geeignet als Fichtenholz. Wegen des hohen Gewichts und der Ringschäle wird es von Zimmerleuten wenig geschätzt, findet aber dennoch als Bau- und Konstruktionsholz Verwendung. Aufgrund der guten Spaltbarkeit eignet es sich gut zur Herstellung von Schindeln. Da es harzfrei und relativ unempfindlich gegenüber Alkalien und Säuren ist, eignet es sich auch zur Herstellung von Behältern für die chemische Industrie. Im Musikinstrumentenbau wird Tannenholz als Resonanzboden und zur Herstellung von Orgelpfeifen verwendet. Bis zum Ende des 19. Jahrhunderts fand das Holz auch Verwendung im Schiffsbau, speziell große gerade Stämme fanden Verwendung als Masten. (siehe Hauptartikel: Tannenholz)

### Sekundärnutzung
Sehr verbreitet ist die Nutzung der jungen Bäume als Christbaum. Dabei ist der Anteil an den beliebtesten Weihnachtsbaumarten jedoch regional unterschiedlich. Europaweit überwiegt jedoch zumeist der Anbau von Nordmann-Tannen. Selbst im tannenreichen Alpenland Österreich decken einheimische Weiß-Tannen und Fichten zusammen nur anteilig 23 Prozent der Christbaumproduktion ab, während die Nordmann-Tannen 49 Prozent Marktdeckung besitzen. Dabei stammt auch nur noch ein kleinerer Teil der österreichischen Nordmann-Tannen aus Importen, da inländische Produktionsbetriebe den Großteil der 2,35 Millionen in Österreich angebotenen Christbäume anbieten. Dabei beläuft sich der gesamtwirtschaftliche Marktwert in der Christbaumproduktion in Österreich bei einheimischen Tannen und Fichten auf 4,83 Millionen Euro, der der Nordmann-Tanne 34,3 Millionen Euro.

### Medizin
Bereits seit der Antike wurde die Weiß-Tanne als Arznei- und Heilpflanze genutzt. In der mittelalterlichen Kräutermedizin galt die Art als Symbol der Kraft. Es wurden vor allem die Nadeln, Triebe, Zapfen, Samen sowie das Harz genutzt. Das Harz wurde verwendet, um die Wundheilung zu beschleunigen und Rheuma zu behandeln. Es wurde ihm auch durchblutungsfördernde Wirkung zugeschrieben. Das Kauen des Harzes sollte das Zahnfleisch festigen und gegen Zahnverfall helfen. Aufgüsse, so genanntes „Tannenbier“, wurden im 16. und 17. Jahrhundert gegen Skorbut verabreicht. Sebastian Kneipp empfahl Tannentee aus frischen Trieben, um den Auswurf bei Husten und Verschleimung zu fördern und die Lunge zu stärken. Aus den Zapfen wurde durch Wasserdampfdestillation Templinöl gewonnen, welches äußerlich gegen Bindehautentzündungen, Blutergüsse, Muskelkater sowie Muskelzerrungen eingesetzt wurde. Nach anderen Quellen wirkt ein Aufguss von jungen Zweigen und deren Nadeln bei Harnwegsbeschwerden.
Rinde und Holz der Weiß-Tanne sind reich an antioxidativen Polyphenolen. Sechs Phenolsäuren wurden identifiziert (Gallussäure, Homovanillinsäure, Protocatechusäure, p-Hydroxybenzoesäure, Vanillinsäure und p-Cumarsäure), drei Flavonoide (Catechin, Epicatechin und Catechintetramethylether) und acht Lignane (Taxiresinol, 7-(2-methyl-3,4-dihydroxytetrahydropyran-5-yloxy)-Taxiresinol, Secoisolariciresinol, Laricinresinol, Hydroxymatairesinol, Isolariciresinol, Matairesinol und Pinoresinol).
Es wurde gezeigt, dass das Extrakt aus dem Stamm der Weiß-Tanne Arteriosklerose bei Meerschweinchen verhindert und eine kardioprotektive Wirkung in isolierten Rattenherzen hat. Weiters wurde auch festgestellt, dass Holzextrakte bei gesunden Probanden die postprandiale glykämische Reaktion (Konzentration von Zucker im Blut nach der Mahlzeit) reduzieren.

## Krankheiten und Schädlinge

### Wildverbiss

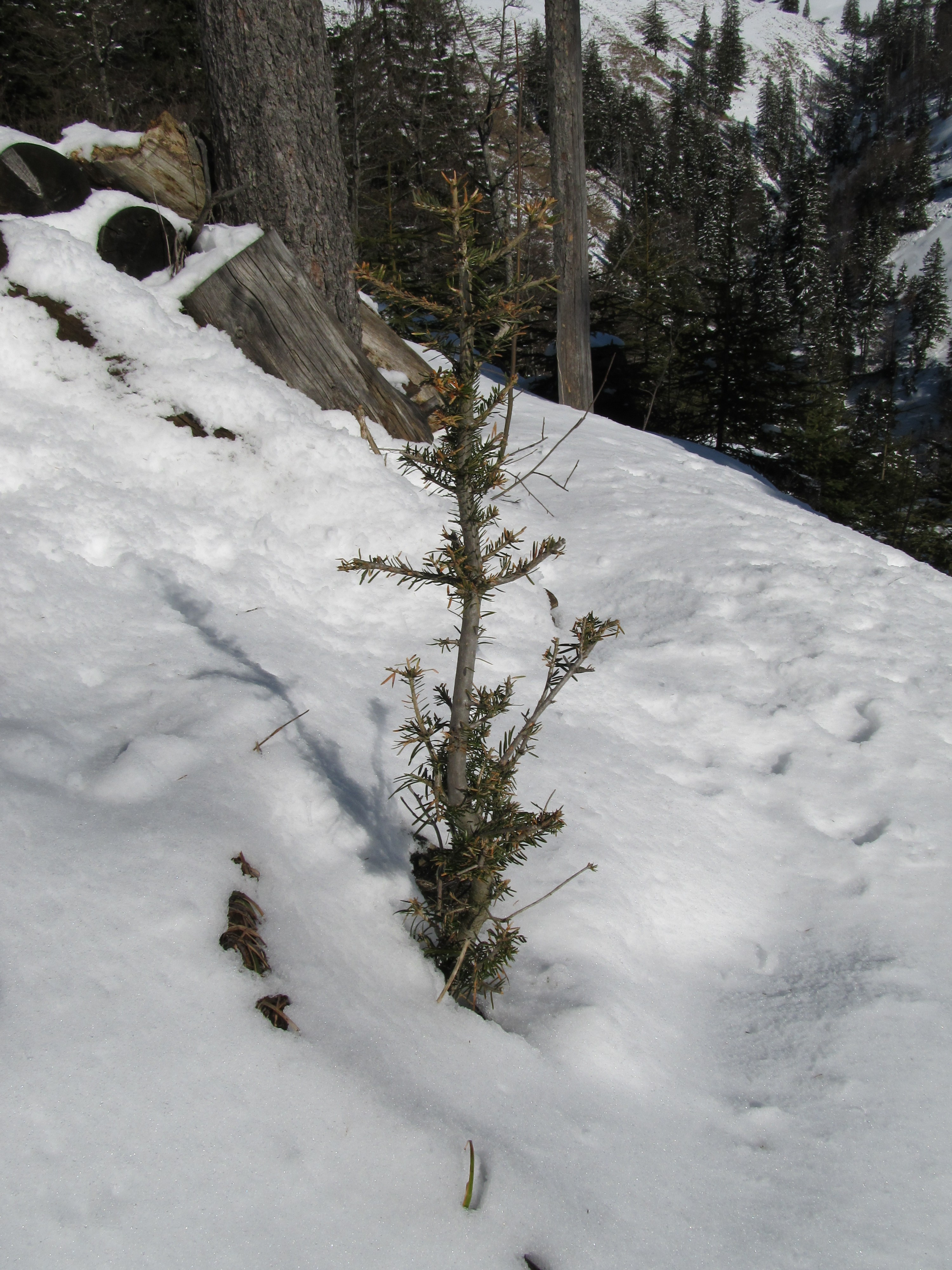
Junge Weiß-Tanne mit starkem Wildverbiss

Der Verbiss durch Schalenwild, vor allem durch Rehe (Capreolus capreolus), Rothirsche (Cervus elaphus) und Gämse (Rupicapra rupicapra) kann an jungen Tannen große Ausmaße erreichen. Im Vergleich zu Fichte und Rotbuche wird die Weiß-Tanne bevorzugt verbissen, so dass sie in gemischten Verjüngungen mit diesen Baumarten im Höhenwachstum zurückbleibt und von ihnen letztendlich verdrängt wird. Vielerorts verhindert der Wildverbiss die Verjüngung der Weiß-Tanne vollständig. Daneben fegen Rehe besonders gerne an jungen Tannen und im Winter können Rothirsche Schälschäden an Stangenhölzern hervorrufen.

### Schadpilze
Die Weiß-Tanne wird von einer Vielzahl an Schadpilzen befallen, die vor allem in feuchten Muldenlagen und dichten Beständen Schäden verursachen. Der Gemeine Hallimasch (Armillaria mellea) ist weit verbreitet und befällt hauptsächlich die Wurzeln von geschwächten Bäumen, an denen er Weißfäule hervorrufen kann.
Melampsorella caryophyllacearum, der Erreger des Tannenkrebses, befällt die jungen Nadeln und Zweige. Befallene Bäume werden als „Rädertannen“ bezeichnet. Bei einem Befall treten neben Verdickungen auch Faserstörungen im Holz und Risse in der Rinde der betroffenen Zweige auf. Bei einem Befall des Stammes leidet die Holzqualität stark. Weiters kommt es zur Bildung von Hexenbesen mit kleinen, gedrungenen, hellen Nadeln, welche schon nach einem Jahr abfallen. Im Frühjahr beginnen die Hexenbesen bereits einige Wochen vor dem normalen Austrieb zu treiben. An der Nadelunterseite bilden sich dabei zahlreiche Sporenbehälter.
Der Tannen-Feuerschwamm (Phellinus hartigii) dringt durch Verletzungen und Aststümpfe in den Stamm ein und ruft Weißfäule hervor, was zu Kronen- und Stammbrüchen führen kann. Er tritt zudem häufig als Sekundärschädling bei einem Tannenkrebs-Befall auf. Lirula nervisequia, der Erreger der Tannenschütte, tritt hauptsächlich in dichten Jungbeständen an feuchten Standorten auf. Er ruft Nadelverluste hervor, die jedoch keine wirtschaftliche Bedeutung haben. Sein Befall kann durch Dickungspflege abgeschwächt werden. Weitere Erreger von Nadelkrankheiten sind Herpotrichia parasitica und Kabatina abietis.
Die wirtschaftliche Bedeutung des Wurzelschwammes (Heterobasidion annosum) wird unterschiedlich beurteilt. Er wird von Holdenrieder als der wichtigste Kernfäuleerreger der Tanne angesehen, während Schütt die Sturmfestigkeit der Weiß-Tanne auf ihre Widerstandsfähigkeit gegenüber dem Wurzelschwamm zurückführt. Pucciniastrum epilobii befällt vor allem die jungen Nadeln, ist jedoch von geringer Bedeutung. Kernfäulen treten bei der Weiß-Tanne seltener als bei der Gemeinen Fichte (Picea abies) auf. Ein Grund dafür stellt wahrscheinlich der bei Weiß-Tannen häufig auftretende Nasskern dar. Der Sauerstoffmangel im Nasskern verhindert oder hemmt wenigstens das Pilzwachstum.

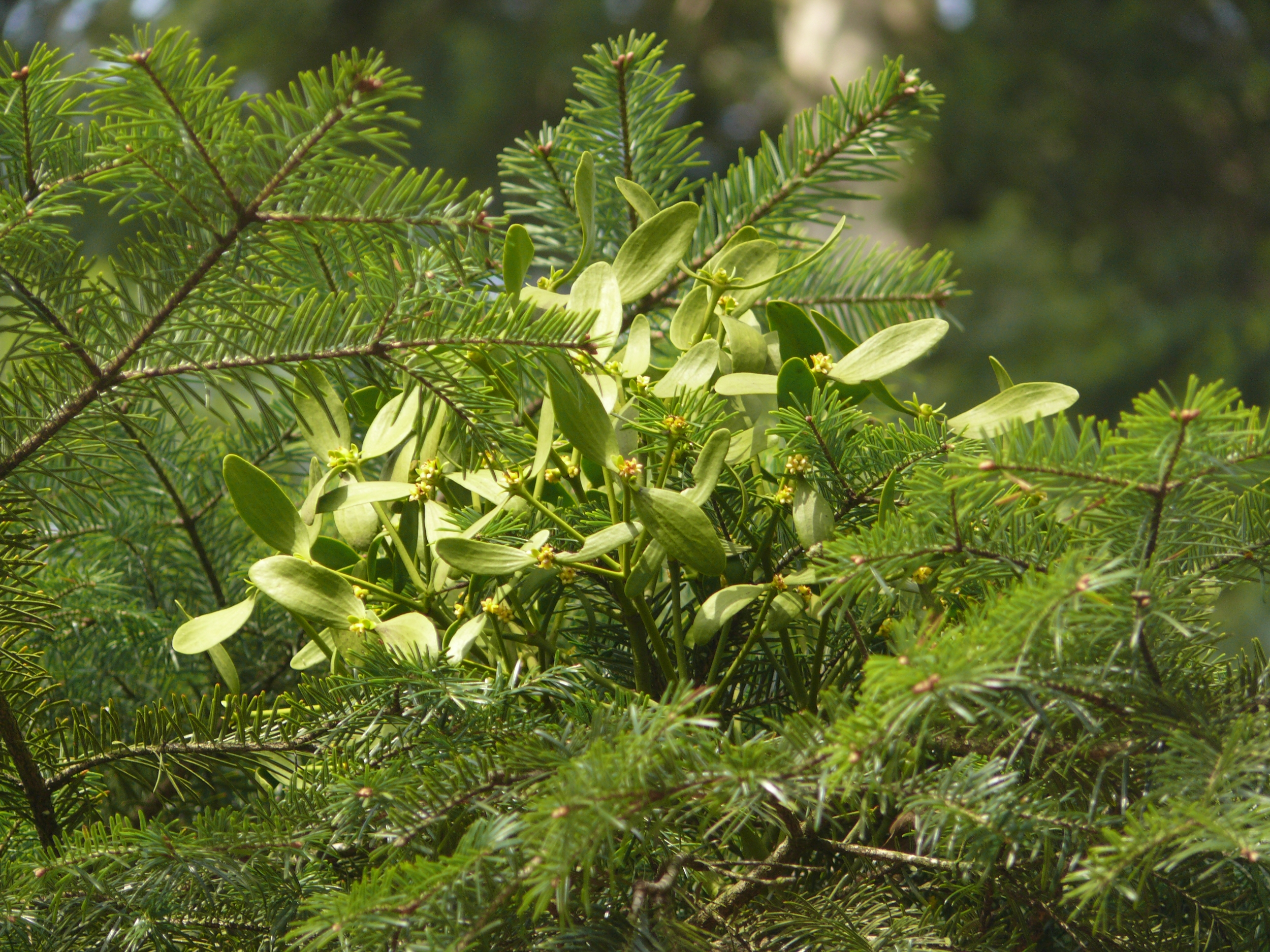
Tannenmistel (Viscum album subsp. abietis)

### Pflanzliche Schädlinge
Ein auffälliger Halbparasit ist die Tannenmistel (Viscum album subsp. abietis), die vor allem durch Vögel verbreitet wird. Die Tannenmistel bildet Senkerwurzeln aus, welche das Xylem der Äste durchdringen und die Pflanze mit Nährstoffen und Wasser versorgen. Schäden entstehen vor allem durch die Störung des Wasserhaushaltes und Vitalitätseinbußen des Wirtsbaumes. Zudem nimmt die Fähigkeit zur Kohlenstoffdioxid-Assimilation ab und das Stammholz verliert an Wert.

### Schadinsekten

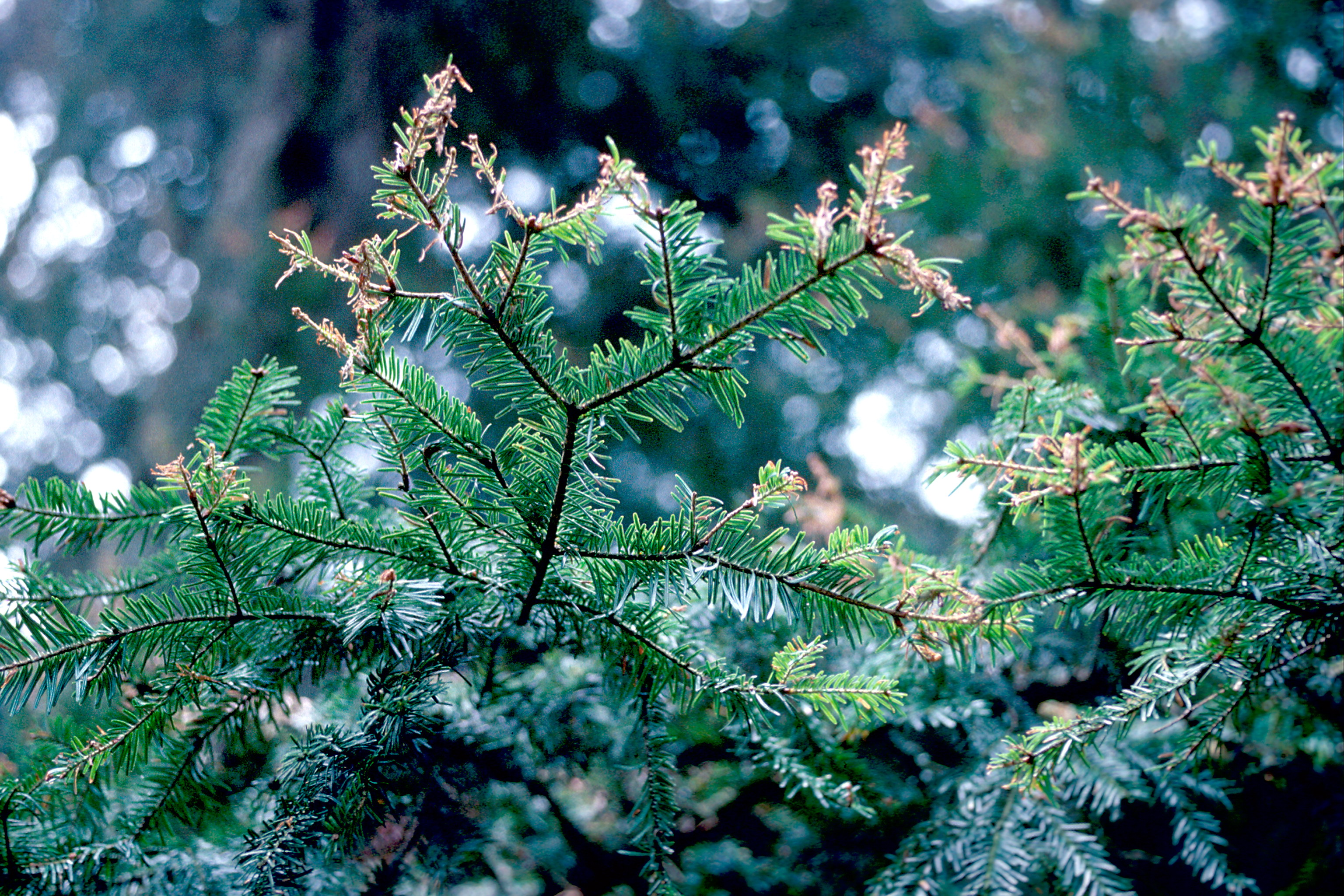
Vom Tannentriebwickler (Choristoneura murinana) befallener Zweig

Zu den wichtigsten Schadinsekten zählen Borkenkäfer sowie Pflanzenläuse aus der Familie Adelgidae. Der Krummzähnige Tannenborkenkäfer (Pityokteines curvidens) besiedelt die Rinde von geschwächten oder absterbenden Bäumen, die einen Stammdurchmesser von mehr als 16 Zentimetern aufweisen. Bei länger andauerndem Trockenstress befällt er auch gesunde Bäume. Eine großflächige Schädigung von Dickungen und Stangenhölzern wird durch den Kleinen Tannenborkenkäfer (Cryphalus picae) und den Mittleren Tannenborkenkäfer (Pityokteines vorontzowi) verursacht, die vor allem den Kronenbereich befallen. Befallen werden insbesondere durch Immissionen, Trockenheit und andere Stressfaktoren geschwächte Bäume, was dann zu Harzfluss und Bildung von Harztropfen führt. An den befallenen Ästen ist anfangs feines Bohrmehl erkennbar. Der Riesenbastkäfer (Dendroctonus micans) ruft am Stammfuß und den Wurzelanläufen von lebenden Altbäumen Schäden hervor. An der Stammbasis von 40- bis 100-jährigen Tannen legt der Tannenrüssler (Pissodes piceae) seine bis zu 50 Zentimeter langen Larvengänge an. Erstes Anzeichen für einen Befall ist das Auftreten einzelner Dürräste mit rotgefärbten Nadeln im unteren Kronenbereich. Der Grünglänzende Glanz-Prachtkäfer (Eurythyrea austriaca) befällt vor allem Alttannen. An absterbenden Tannenstämmen kann man den Gerippten Zimmerbock (Acanthocinus reticulatus) finden. Den Dunkelbindigen Büschelflügelbock (Pogonocherus ovatus) findet man an den frisch abgestorbenen Ästen von lebenden Tannen.
Die Larven der in Mitteleuropa heimischen Pflanzenlaus Dreyfusia merkeri sowie die der aus dem Kaukasus eingeschleppten Weißtannentrieblaus (Dreyfusia nordmannianae) saugen an der dünnen Rinde von Jungtrieben und an diesjährigen Nadeln. Durch dieses Saugen wird das Kambium geschädigt und es kommt zu Triebdeformationen. Die Nadeln vergilben und fallen ab. Durch mehrjährigen Befall können Teile der Krone, aber auch der ganze Baum absterben. Befallen werden vor allem Jungbäume ohne ausreichende Beschattung.
Die Raupen des Tannentriebwicklers (Choristoneura murinana) fressen an den jungen Nadeln im Kronenbereich von Alttannen. Es treten nicht selten Massenvermehrungen auf, die bis zu 10 Jahre andauern können. Ein wiederholter Fraß führt zur Bildung von kugeligen und lichten Kronen sowie zu Triebkrümmungen. Der Tannen-Glasflügler (Synanthedon cephiformis) lebt ausschließlich an der Weiß-Tanne. Seine Raupen entwickeln sich am Tannenkrebs von befallenen Bäumen. Der Spanner Thera vetustata, der aus Südbayern bekannt ist, scheint eng an die Weiß-Tanne gebunden zu sein.

### Abiotische Schadfaktoren
Obwohl die Weiß-Tanne staunasse Böden toleriert, reagiert sie empfindlich auf Überschwemmungen. Gegenüber Trockenheit ist sie aufgrund des tiefreichenden Wurzelsystems wenig empfindlich. Das Vorkommen der Art wird zudem durch Spätfröste und Frosttrocknis begrenzt. Dass es über die Sturmfestigkeit der Art verschiedene Ansichten gibt, ist mit der unterschiedlichen Wurzelentwicklung in Rein- und Mischbeständen sowie anhand von Standortsunterschieden zu erklären.
Die Weiß-Tanne gilt als die schadstoffempfindlichste einheimische Baumart. Sie reagiert besonders empfindlich auf Schwefeldioxid: Bereits ab einer Belastung von 0,05 mg/m³ Luft treten Schäden auf. Bei starker Belastung verfärben sich die jungen Nadeln der peripheren Kronenpartien und des Wipfels rotbraun und es treten Nekrosen an den Nadelspitzen auf. Weiters nimmt die Widerstandsfähigkeit gegenüber scharfen Winterfrösten ab. Solche Schäden treten vor allem in exponierten Lagen in Windrichtung und in Hochnebellagen auf. Vor allem in den Jahren von 1960 bis 1990 starben viele Tannen ab, da zu dieser Zeit große Mengen an Schwefeldioxid freigesetzt wurden. Nachdem im Lauf der 1980er Jahre die Entschwefelung von Großfeuerungsanlagen durchgesetzt wurde, konnten sich die Tannenbestände erholen. Schäden durch Schwefeldioxid spielen heute nur mehr eine untergeordnete Rolle. Die Symptome der Schadstoffschäden ähneln denen des Tannensterbens und sind von diesem nicht scharf zu trennen.

### Tannensterben
Das Tannensterben ist eine Komplexkrankheit, die erstmals Ende des 19. Jahrhunderts in Regionen nördlich der Alpen beschrieben wurde. Die Erkrankung trat zuerst nur an der nördlichen Arealgrenze der Weiß-Tanne auf, ist aber heute auch im Hauptverbreitungsgebiet vertreten. Sie tritt vor allem an Altbäumen, aber auch an Stangenhölzern auf. Die Symptome sind denen einer gravierenden Störung der Wasserversorgung ähnlich. Es werden Klebäste gebildet, die Krone verlichtet sich und die Bäume bilden bereits in einem relativ jungen Alter eine Storchennestkrone aus. Das Regenerationsvermögen des Feinwurzelsystems nimmt ab und die Mykorrhizierung verändert sich. Es wird zudem ein braun-roter, säuerlich riechender Nasskern gebildet, der von Bakterien besiedelt wird und den Wassertransport stört. Wahrscheinlich wird das Tannensterben durch das Auftreten von einem oder mehreren Stressfaktoren ausgelöst.

## Systematik
Die Weiß-Tanne wurde im Jahre 1768 von Philip Miller als Abies alba erstbeschrieben. Synonyme für die Art sind Abies nobilis A.Dietr., Abies pectinata (Lam.) DC. und Pinus picea L. Die Art ist diploid, ihre Chromosomenzahl beträgt 2n = 24.

### Volksnamen
Für die Weiß-Tanne bestehen bzw. bestanden diverse, häufig nur regional gebräuchliche Volksnamen. So sind oder waren auch folgende Namen gebräuchlich: Danenbuchen (Siebenbürgen), Dann (Altmark, Siebenbürgen), Danne (Hannover und mittelhochdeutsch), Dennenholz (spätmittelhochdeutsch), Edeldann (Weser), Edeltane, Feichte (Österreich, Tirol, Salzburg, Steiermark, Bayern), Fichte, Greinenholt (Ostfriesland), Kreuztanne, Lichtbaum (Bayern), Mastbaum (Schlesien), Masttann, Rauchtannen, Silbertannen (Schwaben), Tanbaum (althochdeutsch), Tann, Tanna (althochdeutsch), Tanne (Schlesien, Niedersachsen, Kärnten und althochdeutsch), Tannenbaum (Elsass), Tannenholz, Tannin-Holz (althochdeutsch), Taxbaum (Österreich, Salzburg, Tirol), Taxen (Österreich, Salzburg, Tirol), Taxtanne (Schlesien), Tenninholz (mittelhochdeutsch), Tenr, Waldtanne, Weisstanne (Elsass, Appenzell), Wettertanne und Wittdann (Weser).

### Herkunftsunterschiede
Obwohl es bei der Weiß-Tanne Unterschiede je nach Herkunft gibt, wird die Art Abies alba nicht in Unterarten oder Varietäten unterteilt. Bäume aus Südosteuropa unterscheiden sich genetisch von denen aus dem westlichen und südwestlichen Verbreitungsgebiet; ihre Wuchskraft ist höher und sie sind ökologisch anpassungsfähiger. Bäume aus Mittel- und Westeuropa unterscheiden sich nur in der Zusammensetzung der Monoterpene des Nadelharzes. Eine der Ursachen für die innerartlichen Unterschiede könnte eine primäre Selektion durch die unterschiedlichen klimatischen Bedingungen in den eiszeitlichen Refugien darstellen. Weitere Ursachen könnte eine sekundäre Selektion durch die Länge und Dauer der Rückwanderung sowie durch konkurrierende Baumarten sein.
Einen Einfluss auf die Herkunftsunterschiede könnten Bastardisierungen mit der Griechischen Tanne (Abies cephalonica) und der Nebrodi-Tanne (Abies nebrodensis) haben, zu denen es während der letzten Eiszeit in Griechenland und in Süditalien kam.

### Hybride
Die Bulgarische Tanne (Abies borisii-regis) wird gelegentlich als natürlich entstandener Hybride zwischen der Weiß-Tanne und der Griechischen Tanne (Abies cephalonica) angesehen. Erfolgreiche Kreuzungsversuche fanden unter anderem mit der Kolorado-Tanne (Abies concolor), der Küsten-Tanne (Abies grandis), der Nikko-Tanne (Abies homolepis), der Nordmann-Tanne (Abies nordmanniana), der Numidischen Tanne (Abies numidica), der Spanischen Tanne (Abies pinsapo) und Veitchs Tanne (Abies veitchii) statt. Als nicht mit der Weiß-Tanne kreuzbar gelten die Sierra-Tanne (Abies concolor var. lowiana) und die Korea-Tanne (Abies koreana).

## Waldbauliche Besonderheiten
Die Weiß-Tanne vermehrt sich nur über Samen. Pfropfung sowie Stecklingsbewurzelung sind jedoch möglich. Günstige Böden für die Ansamung von Weiß-Tannen sind mäßig frische, saure und humusreiche Oberböden mit einer lockeren und artenarmen Krautschicht oder einer deckenden Moosschicht. In den hochmontanen und subalpinen Fichten-Tannenwäldern entwickelt sich die Weiß-Tanne am besten unter dem Schirm der Fichte. Die Weiß-Tanne ist gut für den Voranbau geeignet und sollte unter dem Schirm des Altbestandes mehrere Jahre vor der Hauptbaumart gepflanzt werden. Ein Anbau unter vorgewachsenen Pionierbaumarten ist möglich. Für eine Aufforstung von Kahlflächen ist die Art jedoch ungeeignet.
Vor allem auf kalten, nassen und tonigen Böden ist die Weiß-Tanne allen anderen heimischen Baumarten überlegen. In schattigen Lagen verläuft das Wachstum sehr langsam. Eine länger andauernde Unterdrückung hat jedoch keinen negativen Einfluss auf das spätere Wachstum. Unter günstigen Lichtverhältnissen ist die Art langanhaltend raschwüchsig. Unter diesen Bedingungen wird das Höhenwachstum mit etwa 130 Jahren eingestellt. Für eine optimale Entwicklung benötigt die Art eine lange, vitale Krone, wie sie bei stufigen Bestandsstrukturen entsteht. Plenterwälder sind aufgrund ihrer eingeschränkten Lichtverhältnisse und des luftfeuchten Bestandsklimas gut geeignet für den Tannenjungwuchs. Der Plenterwald und der Femelwald entsprechen am ehesten dem natürlichen Verjüngungsablauf in Tannenwäldern. Im Waldbau eignet sie sich auch aufgrund ihrer Schattentoleranz gut als Mischbaumart zur Rot-Buche (Fagus sylvatica).
Bei der Weiß-Tanne liegen Spitzenleistung und Misserfolg sehr nah beieinander, da sie sehr empfindlich auf Umweltveränderungen reagiert. Auf guten Standorten kann ein 120-jähriger Reinbestand mehr als 2000 m³ Schaft-Derbholz pro Hektar einbringen. Der jährliche Derbholzzuwachs kann auf solchen Standorten bis zu 26 m³ pro Hektar und Jahr erreichen. Solche Zuwächse treten jedoch nur in guten Jahren auf und sind eher die Ausnahme. Der durchschnittliche Zuwachs der Weiß-Tanne in Deutschland beträgt 16 m³ pro Hektar und Jahr.

## Gefährdung und Schutz
Die Weiß-Tanne wird in der Roten Liste der IUCN als „nicht gefährdet“ (least concern) mit einem „stabilen“ Trend (stable) geführt.
In Deutschland beträgt der Anteil der Weiß-Tanne an der Waldfläche 1,7 Prozent (183.000 Hektar, Stand: 2012). Die deutsche Tannenfläche hat zwischen 2002 und 2012 um knapp 19.000 Hektar zugenommen. Tannenreichste Bundesländer sind Baden-Württemberg mit 8 Prozent (106.000 Hektar) und Bayern mit 2,3 Prozent (57.000 Hektar) Anteilen der Tanne an den Wäldern. In allen anderen deutschen Bundesländern kommt sie mit insgesamt 20.000 Hektar Tannenfläche nur selten vor. Die Weiß-Tanne wird in Deutschland in der Roten Liste als „gefährdet“ (Stufe 3) geführt, wobei als Hauptgefährdungsgründe Luftverschmutzung und Wildverbiss angegeben werden. In der Bundesartenschutzverordnung wird die Art nicht besonders geschützt.
In der Schweiz, wo sie 12,6 bis 14,8 Prozent der Wälder bedeckt, wird sie vom Bundesamt für Umwelt als „nicht gefährdet“ eingestuft.
In Österreich nimmt die Weiß-Tanne 2,4 Prozent der Waldfläche ein und wird als „gefährdet“ eingestuft.